# Ca$h (2008)
Ca$h is een Franse misdaadkomedie uit 2008 onder regie van Éric Besnard, die ook het scenario schreef. De hoofdrollen worden vertolkt door Jean Dujardin, Jean Reno en Valeria Golino.

## Verhaal
Wanneer zijn broer wordt vermoord, besluit beroepsdief Cash om de gangsters te beroven die verantwoordelijk zijn voor de moord. Maar om dit te realiseren heeft hij een aantal van de beste dieven in de branche nodig. Dus verzamelt Cash een team, bestaande uit onderwereldlegende Maxime, zijn partner Garance en nieuwkomer Julia. Een van hen is echter een undercoveragent van Interpol.

## Rolverdeling
| Acteur              | Personage         |
| ------------------- | ----------------- |
| Jean Dujardin       | Cash              |
| Jean Reno           | Maxime (Dubreuil) |
| Valeria Golino      | Julia Molina      |
| Alice Taglioni      | Garance           |
| François Berléand   | François          |
| Caroline Proust     | Léa               |
| Samir Guesmi        | Fred (le marin)   |
| Cyril Couton        | Mickey            |
| Eriq Ebouaney       | Letallec          |
| Ciarán Hinds        | Barnes            |
| Jocelyn Quivrin     | Lebrun            |
| Hubert Saint-Macary | Leblanc           |
| Christian Hecq      | Lardier           |
| Joe Sheridan        | Finley            |
| Roger Dumas         | Émile             |
| Mehdi Nebbou        | Vincent           |
| Christian Erickson  | Kruger            |